# Georg Gerland

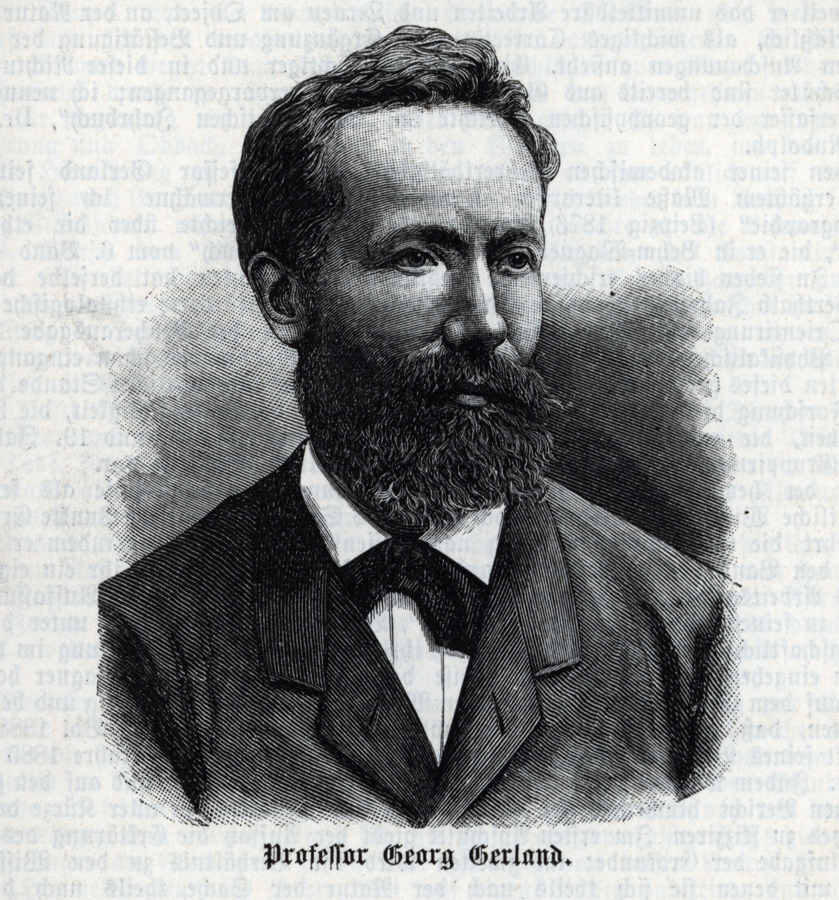
Georg Gerland

Georg Cornelius Karl Gerland (* 29. Januar 1833 in Kassel; † 16. Februar 1919 in Straßburg) (Pseudonym Fritz Walter) war ein deutscher Geograph und Geophysiker.

## Leben und Wirken
Georg Gerland wurde als Sohn des Offiziers Balthasar Gerland geboren. Seine Brüder waren der Jurist Otto Gerland und der Physikhistoriker Ernst Gerland, ein Neffe des Historikers Ernst Gerland.
Gerland wuchs im hessischen Kassel auf, wo er 1851 sein Abitur bestand. Als Zeugnis seiner vielseitigen Begabung – er betätigte sich als Komponist, Sprachforscher, Ethnologe, Geograph und Geophysiker – kann der Umstand gewertet werden, dass er bereits als Elfjähriger komponierte und mit achtzehn erste Klaviersonaten veröffentlichte. Einige seiner Lieder gingen in das Deutsche Kommersbuch ein, andere wurden später in Heften gedruckt. Ein historisches Drama Konrad I. veröffentlichte Gerland 1892 unter dem Pseudonym Fritz Walter.
Seine Studentenzeit verbrachte Gerland in Berlin und Marburg. In Marburg wurde er 1851 Mitglied der Alten Marburger Burschenschaft Germania und 1861 Ehrenmitglied der Burschenschaft Arminia Marburg. Er setzte sich mit Wissensgebieten wie Altphilologie, Germanistik und Anthropologie auseinander und pflegte enge Beziehungen zu Persönlichkeiten wie den Brüdern Grimm und dem Psychologen und Anthropologen Theodor Waitz. Seine Dissertation reichte er 1859 in Marburg ein. In den Jahren 1856 bis 1879 unterrichtete Gerland nacheinander als Lehrer an Gymnasien in Kassel, Hanau, Magdeburg und Halle. 1864 heiratete er Wilhelmine Henke (1836–1885), eine Tochter des Theologen Ernst Henke (1804–1872). Aus der Ehe gingen ein Sohn, der Rechtsgelehrte und Politiker Heinrich Gerland und vier Töchter hervor.
Ebenfalls 1864, nach dem Tod von Waitz, vollendete Gerland den 5. Band von Waitz breit angelegtem Werk über die Anthropologie indigener Völker, dessen 6. Band (Die Völker der Südsee) er auch verfasste (1872). Anschließend schrieb er noch weitere Arbeiten auf dem Gebiet der Ethnologie. An seine ethnologische Forschung anknüpfend befasste Gerland sich mit der Frage nach der Umwelt, in die der Mensch hineingeboren ist, und gelangte so zur Geographie. 1875 folgte er dem Ruf an die Universität Straßburg, wo er den neugeschaffenen Lehrstuhl für Geographie übernahm; im gleichen Jahr wurde er zum Mitglied der Leopoldina gewählt. In den fünfunddreißig Jahren seiner Lehrtätigkeit in Straßburg hielt Gerland Vorlesungen über Themen der Religionswissenschaft, Ethnologe, mathematischen Geographie, Kartographie, Geographie der Organismen, der beschreibenden Geographie und der Geophysik. Ferner führte er Seminare, Kolloquien und Exkursionen.
1887 erschien der 1. Band der von Gerland begründeten Zeitschrift Beiträge zur Geophysik, eine der ältesten Zeitschriften dieses Fachs, die heute unter dem Titel Gerlands Beiträge zur Geophysik firmiert. Gerlands im Vorwort des ersten Bandes geäußerte Meinung, dass das Studium des Menschen aus der Geographie auszuschließen sei, erregte seinerzeit großes Aufsehen in geographischen Fachkreisen. Nach eigener Aussage war Gerland bestrebt, „die Erde in ihrer Ganzheit, in ihrer planetarischen Eigenart, in der Wechselwirkung der an ihre Materie gebundenen physikalischen Kräfte zu studieren. In diesem Sinne wandte er sich der damals jungen Disziplin der Geophysik zu, als deren Mitbegründer Gerland betrachtet wird.“
Auf Einladung Gerlands erfolgte im April 1901 die Erste Internationale Konferenz für Seismologie in Strassburg, auf der die zwei Jahre später erfolgte Gründung der „Internationalen seismologischen Gesellschaft“, der heutigen International Association of Seismology and Physics of the Earth’s Interior, sowie die Errichtung einer Hauptstation für Erdbebenforschung in Straßburg und der Meteorologischen Anstalt von Elsass-Lothringen beschlossen wurden.

## Schriften
- Der altgriechische Dativ, Marburg 1859. (Dissertation)
- Altgriechische Märchen in der Odyssee, Magdeburg, 1869. (Digitalisat)
- Über das Aussterben der Naturvölker, 1868.
- Atlas der Ethnologie im Brockhaus'schen Bilderatlas, 1876.
- Berichte über die anthropologisch-ethnografische Forschung, 1876–1900.
- Aussterben der Eingeborenen Australiens, in: 3. Jahresbericht der Vereinigung für Erdkunde zu Metz, 1880.
- Atlas der Völkerkunde, 1892.
- Merkwürdige Vogesenberge, Schwarzwald und Vogesen, Talbildung der nördlichen Vogesen, in: Gemeindezeitung der nördlichen Vogesen.
- Der Hoheneck, in: Gemeindezeitung für Elsass-Lothringen, 1880/81.
- Geographische Abhandlung aus der Reichslande Elsaß-Lothringen, 1892.
- Das Reichsland Elsaß-Lothringen, 1898–1901.
- Immanuel Kant, seine geographischen und anthropologischen Arbeiten, Berlin, 1906, 174 S.
- Das seismische Verhalten der atlantischen und der pazifischen Ozeans, Vortrag auf der 9 internationalen Geographenkongress 1908 in Genf.
- Der Mythus von der Sintflut, Bonn, 1912. (Digitalisat)
- Briefwechsel zwischen Hans Thoma und Georg Gerland, 1938.